# Смелост
Смелостта е способността и желанието на човек да се изправи срещу страха, болката, опасността, несигурността. Синонимна дума от френски произход е courage, кураж. Физическата смелост е проява на смелост в лицето на физическата болка, страдание, смърт или заплаха от смърт, а морална смелост представлява способността да се действа правилно в лицето на обществено противопоставяне, срам, скандал или обезсърчение.
В някои традиции силата на духа притежава приблизително същото значение. В Западна Европа забележителни мисли за смелост идват от философи като Аристотел, Тома Аквински и Киркегор, а на Изток такива мисли за смелост идват от Дао Дъ Дзин.